# David Miller (Countrysänger)
David Miller (* 17. März 1883 auf dem Ohio River, Ohio; † 1. November 1953) war ein US-amerikanischer Country-Sänger und -Musiker. Er gilt als einer der ersten Country-Musiker, die Schallplatten aufgenommen haben. Sein Beiname war The Blind Soldier.

## Leben

### Kindheit und Jugend
David Miller wurde ein paar Meilen von der Staatsgrenze West Virginias geboren und wuchs auf einer Farm auf. Alte Fiddle-Musik und Folk beeinflusste ihn schon früh, 1917 jedoch wurde er als Soldat in den Ersten Weltkrieg einberufen. Durch Giftgas erblindete er zunächst nur teilweise, nach seiner Entlassung aus der Armee dann vollkommen. Erstaunlicherweise erlernte er erst nach seiner Erblindung Gitarre zu spielen.

### Karriere
Anfang der 1920er Jahre zog Miller mit seiner Frau nach Huntington, West Virginia, wo er den Banjospieler Cecil „Cob“ Adkins kannte. Zusammen traten sie erstmals bei dem Radiosender WSAZ auf. Durch die weit reichende Hörbarkeit des Senders gewannen Miller und Adkins schnell an Popularität. Seine ersten Aufnahmen machte immer als Solokünstler 1924 bei dem Label der Starr Piano Company, den Gennett Records. Neben Fiddlin’ John Carson, Wendell Hall und Vernon Dalhart war er einer der ersten ländlichen Musiker, die eine Plattenaufnahme machten. Von 1927 bis 1933 hatte er seine eigene Radioshow, einer der ersten Musiksendungen überhaupt. Ende der 1920er Jahre wechselte er dann zu den Paramount Records, wo er weiterhin Platten veröffentlichte.
Anfang der 1940er Jahre arbeiteten er und Adkins verstärkt mit den West Virginia Mockingbirds zusammen, eine Stringband, die aus den Brüdern Ed, George, Jim, Albert und Frank Baumgardner und Belford Harvey bestand. Später schloss sich auch noch Millers Sohn David Miller, Jr. Als Gitarrist der Gruppe an. In den 1940er und 1950er Jahren trat er in Guyandotte vermehrt bei Country & Western-Shows auf, auf denen er mit Stars wie T. Texas Tyler und Patsy Cline sang.
David Miller starb am 1. November 1953 im Alter von 70 Jahren.

## Diskografie
| Jahr              | Titel                                                                        | Anmerkungen                          |
| ----------------- | ---------------------------------------------------------------------------- | ------------------------------------ |
| Challenge Records |                                                                              |                                      |
| 1927              | Sweet Floetta / You’ll Find Her With The Angels                              | als Don Kutter                       |
| 1927              | The Preacher and The Bear / Give My Love To Nellie, Jack                     | A-Seite von J.McGhee                 |
| 1927              | A Little Child Shall Lead Them / Down Where The Swanee [Suwanee] River Flows | als Don Kutter                       |
| 1927              | ? / ?                                                                        |                                      |
| Gennett Records   |                                                                              |                                      |
| 1927              | Don’t Forget Me, Little Darling / Lonesome Valley                            |                                      |
| 1927              | Two Little Orphans / That Bad Man Stacklee                                   |                                      |
| 1927              | Many Times With You I Wandered / Sweet Floetta                               |                                      |
| 1927              | And A Little Child Shall Lead Them / You’ll Find Her With The Angels         |                                      |
| 1927              | Down Where The Swanee [Suwanee] River Flows / Give My Love To Nellie         |                                      |
| Banner Records    |                                                                              |                                      |
| 1931              | Way Down In Jail On My Knees / It’s Hard To Be Shut Up In Prison             | als The Blind Soldier                |
| 1931              | Cannon Ball Rag / Jailhouse Rag                                              | als Blind Soldier (Davey Miller) (!) |